# Нарам-Суен

Аккадська імперія за Нарам-Суена

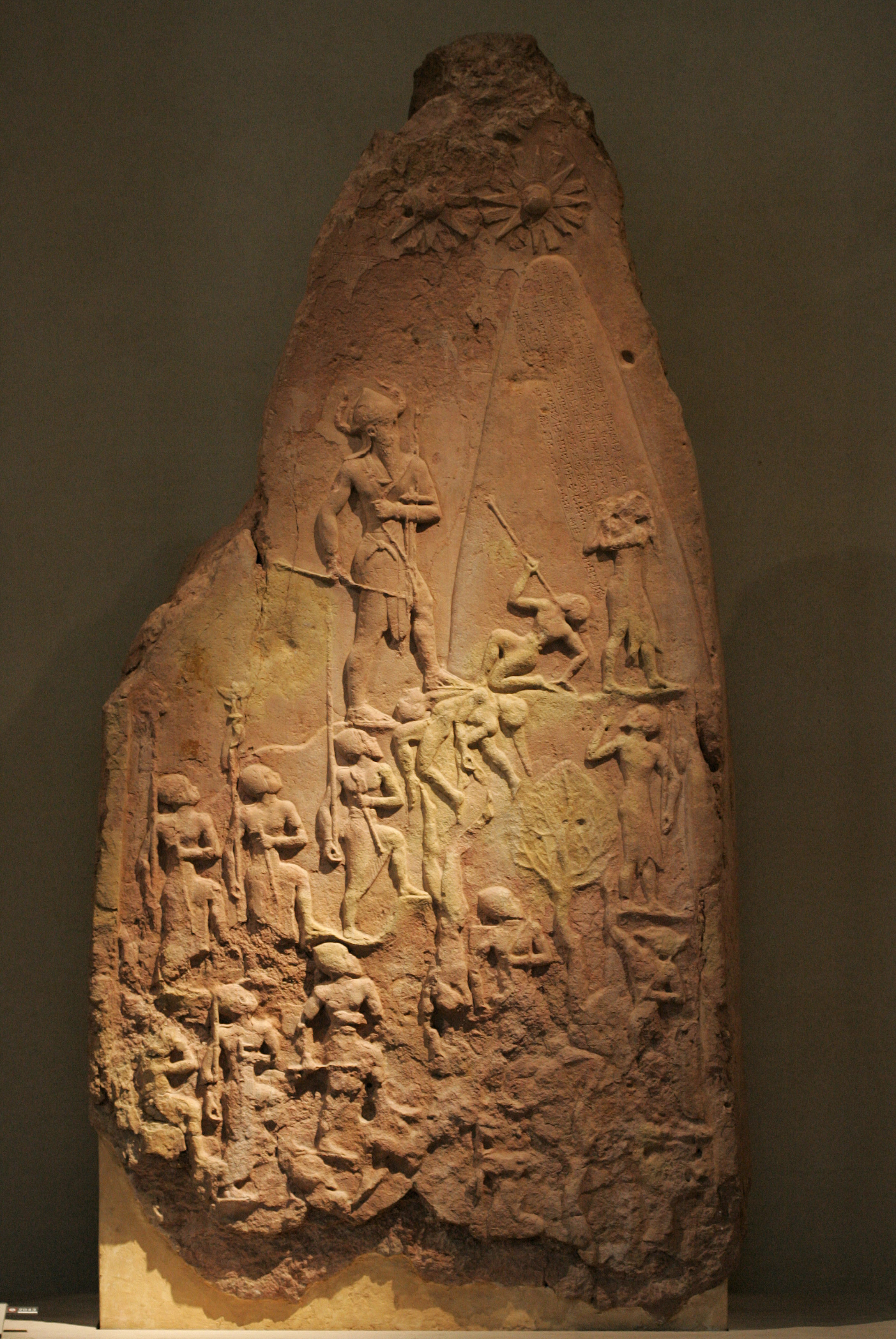
Стела Нарам-Суена що увічнює його перемогу над лулубеями. Здоровило з рогами це власне сам цар

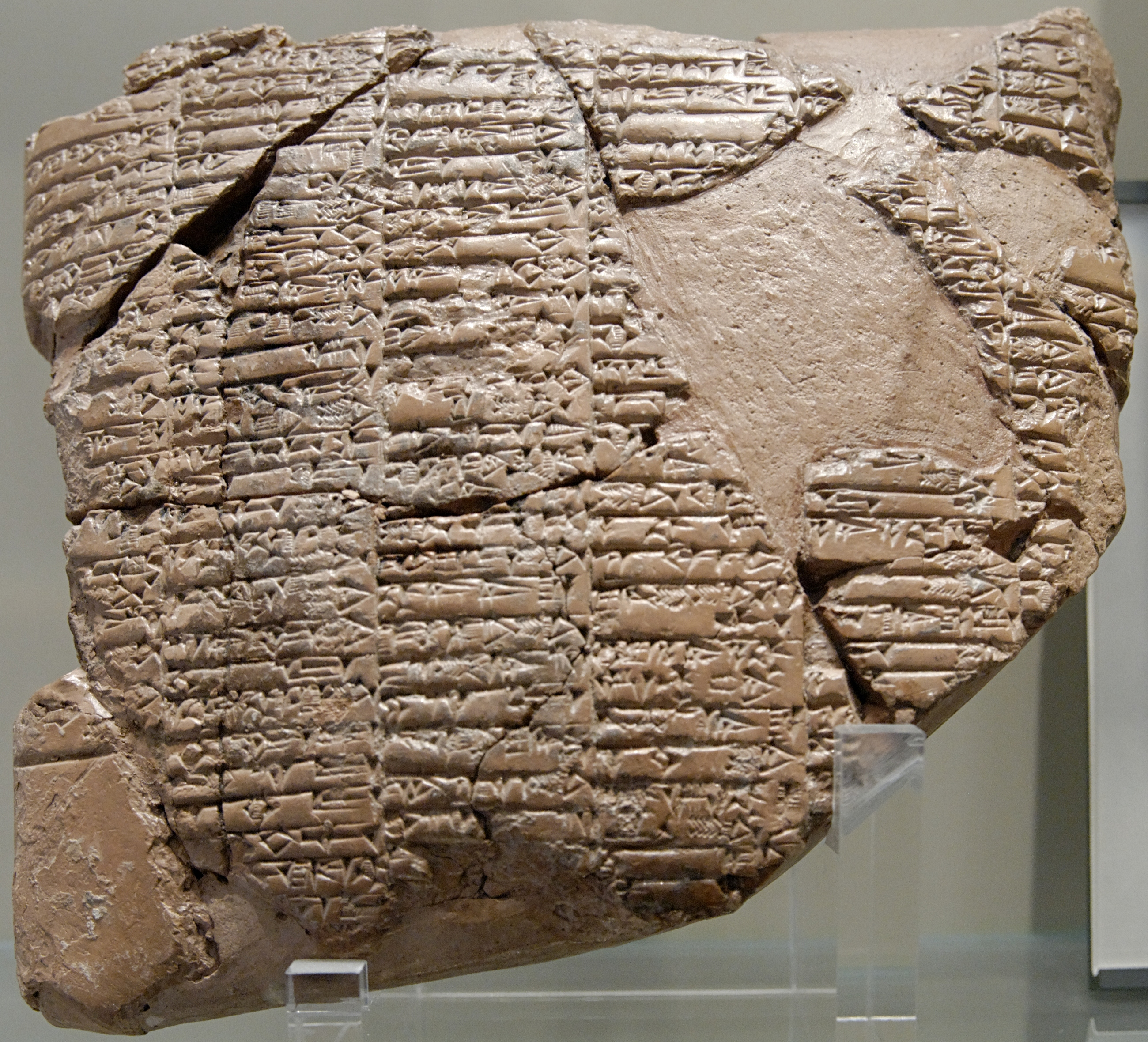
Табличка з найдавнішим у світі міжнародним договором

Нара́м-Суе́н — четвертий представник династії Саргонідів, син Маніштусу, онук Саргона. За його правління Аккадська імперія досягла вершини своєї могутності. Правив 37 років у 2290—2254 до нашої ери за так званою короткою хронологією. Його довге та блискуче правління затьмарило попередників, тож вавилонська традиція вважала його не онуком, а сином Саргона, а ще пізніше Нарам-Суена та Саргона часом взагалі ототожнювали.

## Війни
Так само як і його попередникам Нарам-Суену довелося починати своє правління з придушення повстань, що спалахували щоразу, коли помирав попередній володар. Традиційно піднявся Шумер на чолі з Кішем та його царем Іпхур-Кішем до якого пристало дев'ять міст серед яких були Урук, Умма, Ніппур та Марі. Нарам-Суен повідомляє, що за один рік розбив 9 армій і 3 царів, які повстали проти нього.
Впокоривши старі володіння Нарам-Суен вирішив їх розширити — вдерся до Сирії. Він зруйнував Еблу й Арманум у північній Сирії і досяг Середземного моря. Здійснив похід в Елам і хоч не зміг підкорити його повністю але змусив правителя Авану укласти з ним договір. Цей укладений еламською, але написаний клинописом документ є найдавнішим міжнародним договором, який дійшов до нас. Згідно з ним еламський правитель зберігав свою внутрішню незалежність, але мав узгоджувати з Аккадом зовнішню політику.
Воював цар і на інших напрямках. На півночі Нарам-Суен воював з Субарту, західносемітським-племенем діданум та з горянами Загросу луллубеями. Базальтова плита з його зображенням знайдена на північний схід від Діярбакира, що вказує на те, наскільки далеко у верхів'я Тигру досягав аккадський вплив чи принаймні аккадські вояки. На півдні Нарам-Суен ходив походом в далеку аравійську країну Маган (Оман) звідки привозили чорний діорит для статуй та дорогого посуду. Ще однією метою походу, певно, було налагодження торговельних зв'язків з південними країнами. Відомо, що за Нарам-Суена з південної країни Мелухх привозили такі відсутні у Межиріччі товари як порфір, золотий пісок, цінні сорти деревини.
Завоювання Нарам-Суена змусили сусідів Аккаду зібратися на боротьбу з ним. Наприкінці царювання проти нього виникла коаліція з хеттів, Ганіша, Курсара, Амурру, Параша, «Країни кедрів». До коаліції долучилися деякі міста Аккаду, які прагнули повернення колишньої незалежності. Нарамсіну вдалося розбити ворогів, але частину колишніх завоювань він втратив.
Воював Нарам-Суен і в горах Тавра. За деякими джерелами він загинув у битві з гутіями в горах центрального Курдистану в межиріччі Верхнього та Нижнього Забів. Розгром аккадського війська спровокував нашестя дикунів гутіїв на південь.

## Внутрішня політика
Нарам-Суен називав себе «царем чотирьох сторін світу». Хоч зберігалася стара система управління через енсі, але цар перестав назначати на ці посади спадкових аристократів і призначав або своїх родичів, або ж в усьому залежних від нього чиновників незнатного походження. Наприклад в Лагаші енсі став простий писар. В середині країни Нарма-Суен відмовився від старих титулів, проголосив свій божественний статус і запровадив свій прижиттєвий культ (формально ніби-то на вимогу жителів Аккаду). До нього такого удостоювалися лише померлі царі, і їх вшанування було частиною культу предків. Тепер же кожен енсі мав на свої печатці надпис «Бог Нарам-Суен, цар чотирьох сторін світу, бог Аккаду, я такий-то, енсі такого-то міста, твій раб». В Аккаді було споруджено присвячений Нарам-Суену храм, а серед титулів Нарам-Суена з'являється дінгір(ілу(м)) Аккаде (Бог Аккаде). Впровадження культу царя і відмова від старих титулів й, відповідно, від їх затвердження призвели до конфілкту з традиційним жрецтвом культового центру Шумеру Ніппура. Однак сам цар старався з одного боку привернути до себе жрецтво багатими дарами, а з іншого боку продовжив політику попередників, призначаючи своїх дочок головними жрицями найважливіших храмів. Після смерті його тітки Енхедуанни верховною жрицею Нанни в Урі стала дочка царя Енменанна, інша дочка Нарам-Суена Тутанапшум була призначена жрицею верховного бога Енліля. Синів царя призначали на посади енсі, управителями храмів, наглядачами за земельними наділами, інспекторами храмів та храмових володінь. В ролі намісників вони керували будівництвом храмів. На відміну від попередників, які старалися ставитися до усіх головних шумерських богів більш-менш однаково, Нарам-Суен непропорційно багато згадує і шанує двох — Енліля та Іштар (Інану), яка вважалася покровителькою династії Саргонідів.
Під кінець правління Нарам-Суена соціальна опора влади Саргонідів украй звузилася. Пересічні общинники були розорені війнами, каральними походами, примусовими скупками землі. Стара знать переважно винищена, а її залишки відсторонено від управління. Середні прошарки державних службовців були позбавлені наділів, переведені на пайки і фактично перетворені на державних ілотів. Незважаючи на певні пільги та активне будівництво царем храмів, жрецтво було невдоволене самопроголошеною божественістю царя, та фактичним перетворенням на підвладних правителю чиновників. На боці Нарам-Суена залишилася лише служила бюрократична знать та інкорпорована до неї незначна частина старої аристократії.